# Stadtreinigung Hamburg
Die Stadtreinigung Hamburg (SRH) ist Hamburgs größter Dienstleister im Bereich Abfallwirtschaft. Mit rund 3000 Mitarbeitern operiert sie als Full-Service-Anbieter im öffentlichen, gewerblichen und privaten Auftrag und ist in etwa 900.000 Haushalten für die Sammlung von Rest-, Bio- und Hausmüll verantwortlich. Die SRH ist seit 1994 eine Anstalt öffentlichen Rechts (AöR).

## Geschichte der Stadtreinigung in Hamburg

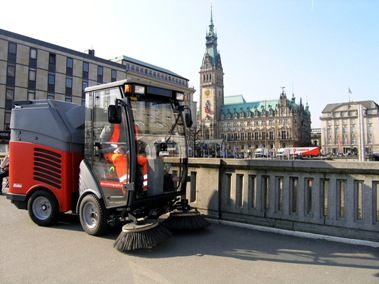
Kehrmaschine im Einsatz

### Anfänge
Die Pestepidemie von 1507 betraf auch Hamburg. Sie veranlasste viele Städte, ihre Stadtreinigung neu zu regeln. Die erste Sauberkeitsverordnung von 1560 in Hamburg schrieb vor, dass belebte Straßen und Marktplätze viermal im Jahr auf öffentliche Kosten gereinigt werden müssen. 37 Jahre später kam es erneut zu einer Pestepidemie in Hamburg, woraufhin Sträflinge den Unrat in Karren aus der Stadt bringen mussten. Der Rat der Stadt Hamburg setzte 1611 die „Gassendeputation“ ein. Sie sollte für die Pflasterung und Reinhaltung der Gassen in Hamburg sorgen. Zur Reinhaltung der Straßen und Häuser wurden im Jahre 1623 „Dreckführer“ angestellt. Diese standen unter der Aufsicht von Kapitänschaften der Bürgerwehr. Erstmals wurde 1710 eine regelmäßige Straßenreinigung in Hamburg eingeführt. Reinigungs- und Abfuhrbetrieb wurden an Pächter vergeben.

1886 wurde die bis dahin privatwirtschaftlich betriebene Stadtreinigung staatlicher Regie, genauer der „Baudeputation“ unterstellt. Zu den Aufgaben zählten die Straßenreinigung und die Abfuhr von Hausmüllabfällen. Dafür wurde die Stadt in zwölf Zonen aufgeteilt, die jeweils von einem verantwortlichen Aufseher sauber gehalten werden mussten. Die Arbeit wurde vorwiegend nachts gemacht und die Beschäftigten waren mehrheitlich ehemalige Feldwebel oder Sergeanten. Das Einzige, was in privater Hand blieb, waren die Pferde für die Wasserwagen und Kehrmaschinen. 

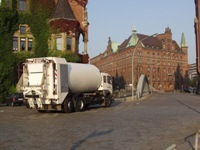
Müllabfuhr in der Speicherstadt

 Nach der Choleraepidemie von 1892 beschloss die Hamburger Baudeputation, einen Müllverbrennungsofen nach englischem Vorbild zu bauen. 1894 begann der Versuchsbetrieb der Müllverbrennungsanlage am Bullerdeich. Vier Jahre später wurde der Betrieb aufgenommen.
Im Jahr 1910 folgte die Inbetriebnahme der Müllverbrennungsanlage am Alten Teichweg und kurz darauf, 1913, ging im preußischen Altona die MVA Ruhrstraße in Betrieb. Die Anlage am Bullerdeich wurde 1924 stillgelegt und durch die MVA in der Borsigstraße ersetzt. Ständig wachsende Mengen an bedenklichen Chemikalien im Hausmüll und in Produktionsabfällen machten eine Entsorgungsmöglichkeit mit besonderen Verbrennungs- und Rauchgasreinigungstechniken notwendig, weswegen 1972 die Sondermüllverbrennungsanlage in der Borsigstraße in Betrieb genommen wurde. Die heutige Müllverbrennungsanlage in der Schnackenburgallee wurde 1973 in Betrieb genommen. Mit einem Blockheizkraftwerk wurde sie 1997 ergänzt.

### Amt für Stadtreinigung
Die heutige Stadtreinigung Hamburg (AöR) hat sich aus dem Amt für Stadtreinigung der Baubehörde entwickelt. Das Amt für Stadtreinigung bestand bis 1988.

### Landesbetrieb Hamburger Stadtreinigung
Aufgrund eines Prüfberichtes des Rechnungshofes der Freien und Hansestadt Hamburg von 1984, der Ergebnisse einer behördlichen Steuerungsgruppe und die Ergebnisse eines 1985 von der Hamburgischen Bürgerschaft eingesetzten Untersuchungsausschusses zur Überprüfung der „Aufgaben, Umfang, Rechtmäßigkeit, Planung, Wirtschaftlichkeit, Gebührengestaltung und Informationsverhalten Stadtreinigung“ erfolgte 1988 die Umwandlung des Amtes für Stadtreinigung in den Landesbetrieb Hamburger Stadtreinigung (LB-HSR).

### Stadtreinigung Hamburg AöR
Der LB-HSR und die Stadtreinigungen der Bezirke Bergedorf und Harburg wurden 1994 zur Stadtreinigung Hamburg als rechtsfähiger Anstalt des öffentlichen Rechts (AöR) vereinigt.

## Stadtreinigung Hamburg (heute)
Die Stadtreinigung Hamburg AöR (SRH) hat zwei Organe, die Geschäftsführung und den Aufsichtsrat. Die Geschäftsführer sind Rüdiger Siechau und Holger Lange. Den Vorsitz im Aufsichtsrat hat der Staatsrat für Umwelt und Energie Michael Pollmann inne.
Die SRH hat auch weitere Tochterunternehmen und Beteiligungen. So ist die SRH unter dem Dach SRH Verwaltungsgesellschaft mbH (SRHV) z. B. zu 100 % an der MVB Müllverwertung Borsigstraße GmbH (MVB) beteiligt.

## Aktivitäten und Angebote der Stadtreinigung Hamburg

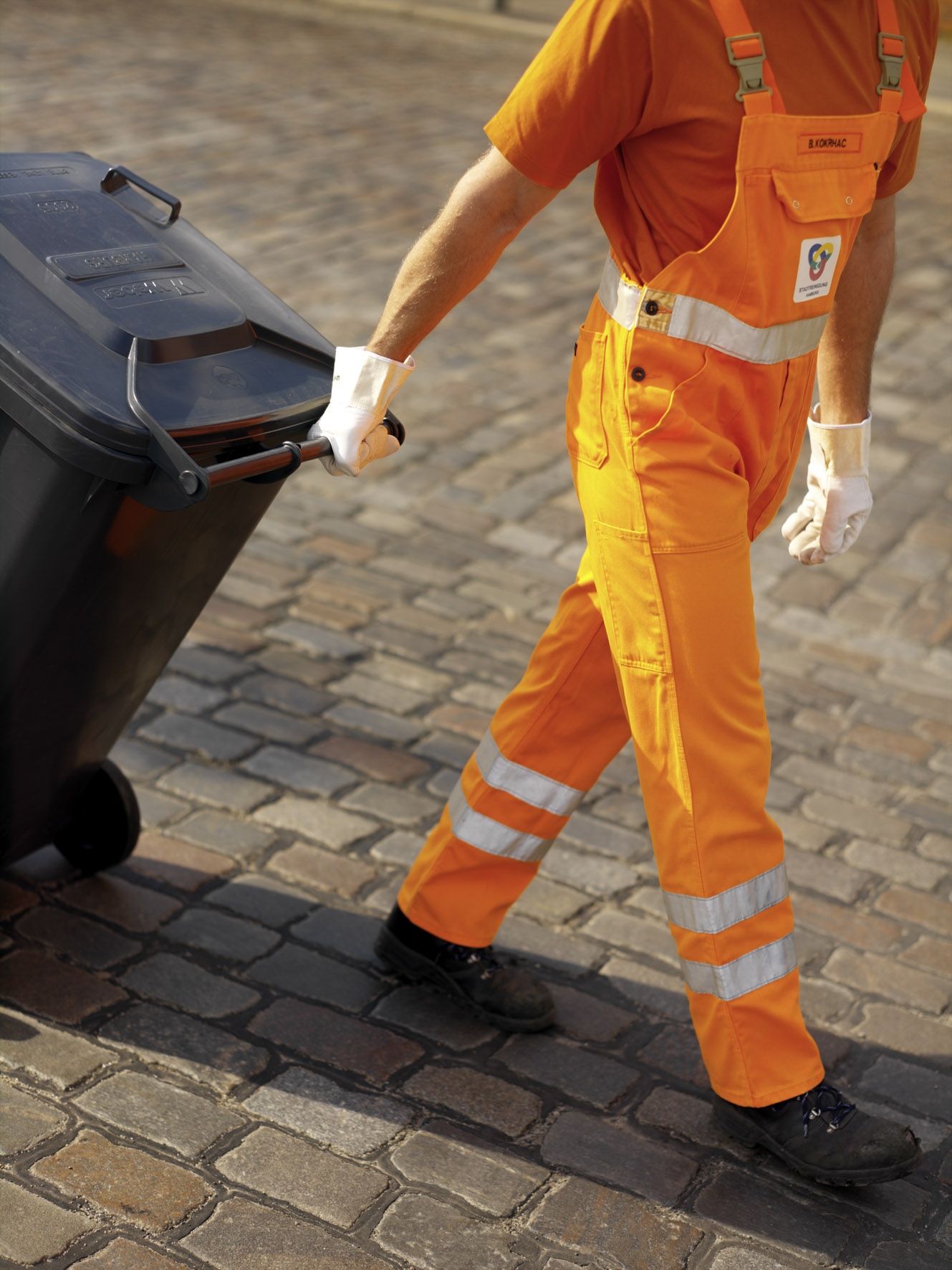
Müllwerker der Stadtreinigung bei der Arbeit

### Vorträge und Führungen
Auf den Recyclinghöfen oder in der ehemaligen Müllverbrennungsanlage Stellinger Moor werden Vorträge und Vorführungen abgehalten. Auf Wunsch kommen die Kundenberater auch in Kindergärten und Schulen und halten kurze Vorträge über Recycling und Abfallwirtschaft. Die Zwei-Megawatt-Anlage direkt neben der MVA Stellinger Moor erzeugt pro Stunde rund 330 Kubikmeter Biogas, das im angeschlossenen Blockheizkraftwerk (BHKW) in Strom und Fernwärme umgewandelt wird.

### Kompostwerk Bützberg
Das 1995 errichtete Biogas- und Kompostwerk Bützberg in Tangstedt verarbeitet jährlich bis zu 30.000 Tonnen biogene Abfälle. Seit dem 1. Dezember 2012 werden in der angeschlossenen Trockenfermentationsanlage stündlich bis zu 600 Kubikmeter Biogas gewonnen. Betreiber der Anlage ist seit dem 1. Januar 2009 die Stadtreinigung Hamburg.
Das Kompostwerk Bützberg verfügt über eine 22 Meter breite und 125 Meter lange Rottehalle. In 21 Fermentern wird Biogas gewonnen. Zur Reinigung des Biogases ist an die Trockenfermentationsanlage eine Aufbereitungsanlage angeschlossen, die das Biogas in Erdgasqualität in das Gasversorgungsnetz einspeist.
Zur Verwertung kommen unter anderem biogene Abfälle aus über 100.000 Hamburger Biotonnen. Der angelieferte Biomüll wird mit einem Sieb-System von Fremdstoffen befreit. Anschließend zerkleinert eine Schneckenmühle die Abfälle auf eine Größe von acht Zentimetern. Die zerkleinerten Abfälle werden in die Fermenter gefüllt, wo unter Luftabschluss drei Wochen lang Biogas aus den Abfällen gewonnen wird. Die Gärreste werden nach diesem Vorgang in der Kompostierungsanlage verwertet. In der Rottehalle findet auf zehn gut belüfteten Rotte-Feldern der Kompostierungsprozess statt. Mit Hilfe des Wendelins, einer Maschine mit einem drei Meter hohen Schaufelrad, werden die Mieten zweimal pro Woche umgeschichtet. Der fertige Kompost ist durch ein RAL-Gütesiegel zertifiziert und wird lose oder in Säcken zum Beispiel auf den Recyclinghöfen der Stadtreinigung Hamburg verkauft.